# Marco Rubio
Marco Antonio Rubio (* 28. května 1971 Miami) je americký republikánský politik, diplomat a právník, od ledna 2025 ministr zahraničních věcí Spojených států amerických a ve druhé vládě Donalda Trumpa. Mimo jiné působí také jako úřadující ředitel Americké agentury pro mezinárodní rozvoj a úřadující vedoucí National Archives and Records Administration. V letech 2011–2025 byl členem Senátu USA za Floridu a v roce 2016 kandidoval na post prezidenta.
V listopadu 2024 jej zvolený prezident Trump nominoval na post ministra zahraničních věcí. Dne 21. ledna 2025 jeho nominaci schválil Senát a ještě téhož dne složil přísahu. Stal se tak první osobou hispánského původu a prvním Floriďanem v této funkci. Bývá označován jako „jestřáb ve vztahu k Číně, Kubě či Íránu“.

## Život
Marco Antonio Rubio se narodil 28. května 1971 v Miami na Floridě do rodiny Maria Rubia Reiny (1927–2010) a Oriales (rozená García; 1931–2019). Oba jeho rodiče se narodili na Kubě, ale v roce 1956 za vlády Fulgencia Batisty emigrovali do Spojených států. Má tři sourozence: staršího bratra Maria, starší sestru Barbaru a mladší sestru Veronicu.
V roce 1989 absolvoval střední školu ve svém rodném městě. V roce 1993 získal titul Bachelor of Arts v oboru politologie na Floridské univerzitě a o tři roky později titul doktor práv na Univerzitě v Miami.

## Ministr zahraničí Spojených států
Dne 13. listopadu 2024 zvolený prezident Donald Trump oznámil, že nominoval Rubia na post ministra zahraničních věcí. Rubiova nominace byla jednou z mála, která nevzbudila příliš kontroverzí, a podpořili ji jak demokraté, tak republikáni.
Senátní výbor pro zahraniční vztahy schválil jeho nominaci 20. ledna 2025 poměrem hlasů 22:0. Téhož dne schválil jeho nominaci také Senát poměrem hlasů 99:0 a o den později složil přísahu do rukou viceprezidenta J. D. Vance. Stal se tak první osobou hispánského původu v této funkci.
První den ve funkci se setkal s ministry zahraničí členských zemí Čtyřstranného bezpečnostního dialogu. Krátce po nástupu do funkce, dne 30. ledna 2025, poskytl nezávislé novinářce Megyn Kellyové rozhovor, který byl publikován na oficiální webové stránce ministerstva. V rozhovoru podrobně nastínil priority americké zahraniční politiky pro druhé prezidentské období Donalda Trumpa.
Byl jedním z účastníků Aféry "Signalgate", která v březnu roku 2025 odhalil závažné nedostatky v bezpečnosti komunikace v administrativě prezidenta Donalda Trumpa. V chatovací skupině aplikace Signal diskutovali o evropských spojencích a citlivých vojenských operacích, konkrétně o plánovaných útocích na Íránem podporované povstalce Hútie v Jemenu, a sdíleli podrobnosti o cílech, použitých zbraních a časech útoků.

## Politické názory
Podle časopisu National Journal byl Rubio v roce 2013 sedmnáctým nejkonzervativnějším senátorem. Club for Growth udělil Rubiovi na základě jeho názorů hodnocení 90 %.

### Zahraniční politika
Rubiův přístup k zahraniční politice je popisován jako „intervencionistický“ a „jestřábí“. Podporoval invazi do Iráku a vojenskou intervenci v Libyi. V případě Íránu podporuje tvrdé sankce a zrušení jaderné dohody.
Odsoudil genocidu Rohingů v Myanmaru a vyzval k ostřejší reakci na tuto krizi. Odsoudil také čistky v Turecku, které vypukly po neúspěšném pokusu o vojenský převrat v roce 2016. Je hlasitým odpůrcem venezuelského prezidenta Nicoláse Madura.

## Vyznamenání
- Komandér Řádu rumunské hvězdy (2017)[29][30]